# The Dream (album d'In This Moment)
 (janvier 2020).
Si vous disposez d'ouvrages ou d'articles de référence ou si vous connaissez des sites web de qualité traitant du thème abordé ici, merci de compléter l'article en donnant les références utiles à sa vérifiabilité et en les liant à la section « Notes et références ».
Pour les articles homonymes, voir Dream.
Albums de In This Moment
Beautiful Tragedy
(2007) A Star-Crossed Wasteland
(2010)
Singles
1. Forever
Sortie : septembre 2008
2. Call Me
Sortie : 26 mai 2009

The Dream est le deuxième album studio du groupe californien de metalcore In This Moment sorti le 30 septembre 2008 sur le label Century Media Records. Il s'est vendu à plus de 8 000 exemplaires sur sa première semaine et s'est classé 70e du Billboard 200.

## Liste des titres
Toutes les paroles sont écrites par Maria Brink, toute la musique est composée par In This Moment et Kevin Churko.
| No  | Titre               | Durée |
| --- | ------------------- | ----- |
| 1.  | The Rabbit Hole     | 1:00  |
| 2.  | Forever             | 4:21  |
| 3.  | All for You         | 4:55  |
| 4.  | Lost at Sea         | 3:46  |
| 5.  | Mechanical Love     | 3:37  |
| 6.  | Her Kiss            | 4:30  |
| 7.  | Into the Light      | 4:12  |
| 8.  | You Always Believed | 3:40  |
| 9.  | The Great Divide    | 4:11  |
| 10. | Violet Skies        | 3:56  |
| 11. | The Dream           | 4:42  |